# Legacy of Kain
Legacy of Kain (que traduzido para o português significa “O Legado de Kain”) (em tradução livre: O Legado de Caim) é uma série de jogos desenvolvida em sua maior parte pela empresa Crystal Dynamics e publicada pela Eidos Interactive. O primeiro jogo da série foi desenvolvido pela Silicon Knights e publicado pela Crystal Dynamics, mas esta continuou a série sem a primeira. A ideia por trás de Legacy of Kain foi primeiramente concebida em 1993, mas levou cerca de três anos para que o primeiro game fosse lançado para o console PlayStation da Sony.
A série se baseia no encadeamento de fatos e em uma história que se expande a cada jogo. Um dos mais interessantes aspectos da série é o diálogo e a complexidade que a história adquire ao longo de cada jogo. A maioria dos jogos da série se baseia numa sequência de acontecimentos, entretanto a linha temporal não é linear, ou seja, alguns jogos que foram lançados após outros apresentam fatos que explicam assuntos referentes ao passado, ao presente e ao futuro dos outros jogos. A história exata e a linha de segmento dos jogos da série ainda é muito debatida, porém existe uma linha de tempo aceita pela maioria dos fãs.
O foco primário da série é uma crônica sobre a “pós-vida” do vampiro Kain, mas durante a continuidade da história, outros personagens e histórias paralelas são apresentadas.
Uma das verdadeiras inovações de série Legacy of Kain é espetacular e envolvente história, com personagens plausíveis, e alternadas alianças e traições. Nosgoth é um lugar fantasioso e sombrio com uma elaborada e envolvente história, e esta história é normalmente revelada ao contrário, ou seja, cada nova informação revelada nos mostra que a informação que tomávamos como verdadeira era, na verdade, falsa. Além disso, cada personagem apresenta ambos os aspectos de herói e vilão, sendo alguns mais tendenciosos a um dos lados.

## Os Jogos
Os jogos da série Legacy of Kain podem ser classificados como jogos de ação, porém bastantes elementos de outros tipos podem ser encontrados: possui alguns elementos de plataforma e algumas das características principais de RPGs e aventuras. A série foi desenvolvida para várias plataformas, porém somente em um PC ou um Playstation 2 é possível se jogar todos os jogos da saga.
| Nome                              | Data de Lançamento | Plataforma                   |
| --------------------------------- | ------------------ | ---------------------------- |
| Blood Omen: Legacy of Kain        | 1996               | PC / PlayStation             |
| Legacy of Kain: Soul Reaver       | 1999               | PC / PlayStation / Dreamcast |
| Legacy of Kain: Soul Reaver 2     | 2001               | PC / PS2                     |
| Blood Omen 2: Legacy of Kain      | 2002               | PC / PS2 / Xbox / GameCube   |
| Legacy of Kain: Defiance          | 2003               | PC / PS2 / Xbox              |
| Legacy Of Kain: The Dark Prophecy | Cancelado          | PS2                          |
| Legacy of Kain: Dead Sun          | Cancelado          | PS3/PS4/Xbox 360/ PC         |
| Nosgoth                           | 2014               | Microsoft Windows            |

### Blood Omen: Legacy of Kain
Este é o primeiro jogo da série e mostra ao jogador o ambiente de Nosgoth, palco de todas as sequências. O jogador controla Kain, um guerreiro assassinado covardemente, que é transformado em um vampiro e sedento por vingança busca os seus assassinos, mas o que lhe parecia ser um dom se mostra um fardo. Então, Kain parte em busca por sua cura e descobre que sua morte não fora um simples assassinato e sim parte de uma trama que envolve toda Nosgoth.
O estilo de jogo é de ação com visão de topo, porém apresentando alguns elementos clássicos dos jogos de RPG, mostra quase todos os ambientes de Nosgoth que irão se tornar palco para as sequências da série e, apresenta também, a maioria dos personagens que aparecerão nos demais jogos dando ao jogador a base das histórias que acercam Kain.

### Legacy of Kain: Soul Reaver
O segundo jogo da série tem início cerca de 1500 anos após o primeiro. O jogador controla Raziel, um dos seis “filhos” e auxiliares de Kain, que contrariando a lógica ultrapassa seu mestre no processo evolutivo adquirindo asas. Após a revelação do seu dom (no jogo é usado a expressão “Dark Gift” que significa no português “Dádiva das Trevas”) para seu mestre Kain, este quebra suas asas e o lança em um vórtex de água espectral, o “Lago dos Mortos” (no original “Lake of the Dead”) que destrói Raziel quase que completamente.
Após 1000 anos de agonia e dor Raziel é ressuscitado por uma entidade intitulada de “Elder God” (no português “Deus Ancião”) que habita o fundo do vórtex. Raziel se vê uma criatura das trevas,totalmente deformado e, em vez de beber sangue, agora suga almas. Vendo sua aparência, Raziel procura vingança contra Kain e toda a sua família. Assim passando por vários caminhos, portais e até ganhando magias como sobreviver embaixo da água até assumir todos os poderes possíveis para cumprir sua tão esperada vingança.

### Legacy of Kain: Soul Reaver 2
O terceiro jogo da série dá continuidade direta ao segundo onde Raziel continua a sua perseguição a Kain. No final de Legacy of Kain: Soul Reaver, Raziel enfrenta Kain e entra na máquina do tempo de Moebius viajando para uma época anterior a dos primeiros jogos da série. Lá, ao perseguir Kain, ele descobre suas verdadeiras origens e aprende sobre seu fatídico destino.

### Blood Omen 2: Legacy of Kain
Desenvolvido por uma equipe diferente do primeiro jogo da série, Blood Omen 2: Legacy of Kain dá ao jogador o poder de controlar Kain novamente. O jogo acontece 200 anos depois da escolha feita por Kain, que recusou a se sacrificar para restaurar os pilares e o mundo de Nosgoth. Com intuito de dominar a tudo e a todos, Kain monta um exército de vampiros e parte para sua saga de conquistas, porém ao chegar em Meridian, cidade industrial e capital de Nosgoth, Kain é derrotado pelo líder do exército de caçadores de vampiros denominado Serafans. 
Após despertar de um sono profundo, Kain é informado sobre a sua derrota e sua breve ausência dos eventos em Nosgoth. Então, decide buscar a sua vingança e reconstruir o seu império.
Os eventos que acontecem em Blood Omen 2 não são determinantes para o entendimento de toda a história e são consequências dos fatos e paradoxos que ocorrem em Soul Reaver 2 e pela linha de tempo alternativa criada em Legacy of Kain: Defiance.

### Legacy of Kain: Defiance
O quinto jogo da série se caracteriza principalmente pela possibilidade de se controlar Raziel e Kain de forma alternada durante o jogo na busca da descoberta de como seus destinos são interligados. Porém o final ainda deixa algumas brechas em aberto que indicam uma nova continuação para a série.

### Legacy of Kain Dead Sun
Game de aventura desenvolvido pela Climax Studios e que seria distribuído pela Square Enix Europe, teve sua gameplay liberada quando foi anunciado o seu cancelamento, diferente dos outros games da série Legacy of Kain, não controlaria Raziel ou Kain, mas um vampiro chamado Gein e um humano chamado Asher, nota-se que na gameplay liberada o game sofre fortes influências do combate de Batman Arkham Asylum,este seria considerado um reboot a franquia, por não haver referência a Raziel, Kain ou algo do universo principal.

### Nosgoth
Game Spin-Off gratuito com foco no multiplayer lançado exclusivamente para Microsoft Windows via Steam, Nosgoth simplesmente leva o nome do reino de Legacy of Kain, o sistema do jogo é similar a de um jogo de tiro genérico, sendo duramente criticado por isso, o game teve seus servidores fechados depois de um ano.

## Nosgoth e os Nove Pilares
Toda a série acontece no reino fictício de Nosgoth. O reino de Nosgoth é um antigo campo de batalha entre duas espécies de poderes divinos que travam uma guerra entre si desde o começo da história: os Ancients (aqueles cujos descendentes viriam a se tornar os vampiros) e os Hylden. A sofisticação na arte da guerra que essas duas espécies tinham desenvolvido era surpreendente e muito complexa. Cada espécie induzia de alguma forma a manipulação dos fatos de forma lenta e deliberativa, moldando e preparando o menor número de pessoas no mundo (humanos que habitam Nosgoth) para agirem eventualmente a seu favor em eventos que duravam centenas ou milhares de anos para serem concluídos.
Nos tempos antigos, os Hylden tentaram colocar um final decisivo nesta guerra e desenvolveram uma superarma capaz de extinguir completamente toda a vida. Esta arma, aparentemente, violava inúmeras leis fundamentais que governavam a natureza do mundo e a realidade, alterando gravemente a balança entre a vida e a morte, a qual os Ancient acreditavam ser sagrada. Assim, os Pilares de Nosgoth foram erguidos de modo a restabelecer o balanço e a ordem e para garantir que essa dinâmica de governo (a qual os Ancient acordaram dividir em nove pilares) nunca seria tendenciosa ou quebrada novamente. Além disso, os Ancient decretaram um exílio massivo, banindo a raça Hylden do mundo de Nosgoth. Cada pilar dos nove pilares representam uma das nove ordens que os Ancient sacramentaram como as forças governantes do mundo e cada um possui um Guardião cuja tarefa é proteger e manter as suas respectivas leis:
Pilar da Morte, que consiste no ciclo da vida, morte e renascimento o qual os Ancient mantinha sagrada;
Pilar do Conflito, consiste nas interações entre as coisas e com o surgimento de novas em detrimento de outras;
Pilar dos Estados, consiste na natureza do mundo físico e na organização do concreto, incluindo produtos químicos e todas as leis governantes do mundo físico como o eletromagnetismo e a gravidade;
Pilar da Energia, consiste na força vital que anima a criação e que pode mudar todas as coisas;
Pilar do Tempo, consiste no cíclico curso do tempo e dos eventos destinados a ocorrerem na ordem que devem acontecer;
Pilar da Dimensão, consiste na dupla direção da existência, permitindo coisas que existem existirem e prevenindo que coisas que não existem existirem;
Pilar da Natureza, consiste no crescimento e evolução das coisas vivas e tudo que é animado ou pode ser possuir uma alma;
Pilar da Mente, consiste na alma em si ou na alma que percebe a si mesma, incluindo toda psicologia e estudos da mente em relação a si mesma;
Pilar do Equilíbrio, consiste na interação entre todos os pilares e todas as coisas que se sujeitam ao julgamento de mais de uma das leis. É destinado para a existência de conceitos que combina as áreas de influência das múltiplas leis como a neurologia, sociologia e política. Este pilar governa toda a existência e as leis governantes;
Entretanto, de acordo com os jogos, os poderes dos Ancients foram enfraquecendo e alguns (mas notavelmente os Hylden) visavam a destruição completa dos pilares. É desconhecida uma época onde tenha havido paz em Nosgoth ou quando esta haverá de chegar. É também revelado posteriormente que os pilares serviam para um duplo propósito: além de preservar o equilíbrio no mundo, os pilares servem como um portal, banindo os Hylden em uma dimensão isolada, habitada por inúmeros monstros conhecidos por “Demons” nos jogos. Os pilares atuam como uma fechadura para esse portal e enquanto eles existirem manterão aprisionados os Hylden. 